# 光复党 (1945年)
光复党是中华民国的政党，1945年由原光复会会员沿用旧名在重庆成立。光复党以全面建国为总纲，倡导和平解决国共问题，同时表示反共。尹锐志任会长。